# Greg Davis (Footballspieler, 1965)
Gregory Brian Davis (* 29. Oktober 1965 in Rome, Georgia) ist ein ehemaliger US-amerikanischer Footballspieler, der von 1987 bis 1998 als Placekicker in der National Football League (NFL) spielte.

## Leben und Karriere
Davis besuchte die Lakeside High School in Atlanta, Georgia.
Von 1983 bis 1985 war er Placekicker und Punter für das Militärcollege-Footballteam „The Citadel Bulldogs“ in drei aufeinander folgenden Spielzeiten, in denen Davis das Team aus Charleston, South Carolina, anführte. Er hält aus dieser Zeit Rekorde mit insgesamt 181 Karrierepunkten: die meisten Field Goals (35), die meisten Field Goals als Kicker (65), das weiteste Field Goal mit 53 yd (48,5 m), der weiteste Punt mit 81 yd (74,1 m), der höchste Punting-Durchschnitt in einem Spiel (51,3), der höchste Punting-Durchschnitt einer Spielzeit (44,6) und der höchste Punting-Durchschnitt eines Spielers (42,1). Er wurde 1995 in die „Citadel Athletic Hall of Fame“ aufgenommen.
Nach seiner College-Football-Zeit wurde Davis im NFL Draft von 1987 in der neunten Runde als insgesamt 246. Spieler von den Tampa Bay Buccaneers ausgewählt und ging mit ihnen ins Trainingslager, unterschrieb aber schließlich bei den Atlanta Falcons.
Im Jahr 1989 unterschrieb Davis bei den New England Patriots als Free Agent für eine Spielzeit, kehrte dann aber 1990 für einen zweiten Einsatz zu den Falcons zurück; in diesem Jahr erzielte er 106 Punkte. 1991 wechselte er zu den Cardinals, bei denen er zweimal das weiteste Field Goal seiner Karriere mit je 55 yd (50,3 m) erreichte und die sechs weitesten Field Goals in der Teamgeschichte der Cardinals erzielte; zum Ende der Saison 1996 schied er bei den Cardinals aus. 1997 wurde von den Minnesota Vikings unter Vertrag genommen, aber nur fünf Wochen später wieder entlassen. Im selben Jahr führte er seine Karriere bei den San Diego Chargers fort und führte die Mannschaft in der Wertung an. Seine letzte NFL-Spielzeit verbrachte Davis 1998 bei den Oakland Raiders und erzielte dabei 82 Punkte; er wurde nach seinem Karriereende durch Michael Husted ersetzt.
Seine aktive Karriere in der NFL umfasste insgesamt zwölf Spielzeiten. In 169 Spielen erzielte er 224 von 325 Field Goals (69 Prozent) und 290 von 296 Extrapunkten (98 Prozent), was 962 Punkten gesamt entspricht. Er erreichte zehn Mal einen Durchschnitt von 35,8 yd (32,7 m). Er ist Mitinhaber des bisherigen NFL-Rekords von drei 50-Yard-Field-Goals (entspricht 45,7 m) in einem Spiel und der viertbeste Torschütze in der Geschichte der Cardinals mit 474 Punkten.
Heute arbeitet Davis als Trainer. Er und seine Ehefrau Shauna haben zwei Töchter, Savannah und Charlotte; die Familie lebt in Sandy Springs.